# Айцане Горрія
Айцане Горрія Гоні (ісп. Aitzane Gorria Goñi; нар. 7 липня 1995) — іспанська борчиня вільного стилю, срібна призерка Середземноморського чемпіонату, бронзова призерка Середземноморських ігор.

## Життєпис
У 2017 році разом зі своїм борцівським клубом «Burlada», що є єдиним у Наваррі, стала чемпіонкою Іспанії серед федерацій у віковій групі до 23 років. На цьому ж чемпіонаті вона посіла перше місце і в особистій першості.
Вивчала в Мадриді науку про фізичну активність і спорт.

## Спортивні результати на міжнародних змаганнях

### Виступи на Чемпіонатах Європи
| Змагання                         | Збірна  | Вагова категорія          | Місце |
| -------------------------------- | ------- | ------------------------- | ----- |
| Чемпіонат Європи з боротьби 2018 | Іспанія | жіноча боротьба, до 50 кг | 5     |
| Чемпіонат Європи з боротьби 2020 | Іспанія | жіноча боротьба, до 50 кг | 12    |

### Виступи на Середземноморських чемпіонатах
| Змагання                                     | Збірна  | Вагова категорія          | Місце  |
| -------------------------------------------- | ------- | ------------------------- | ------ |
| Середземноморський чемпіонат з боротьби 2015 | Іспанія | жіноча боротьба, до 53 кг | Срібло |

### Виступи на Середземноморських іграх
| Змагання                    | Збірна  | Вагова категорія          | Місце  |
| --------------------------- | ------- | ------------------------- | ------ |
| Середземноморські ігри 2018 | Іспанія | жіноча боротьба, до 50 кг | Бронза |
| Середземноморські ігри 2022 | Іспанія | жіноча боротьба, до 50 кг | 5      |

### Виступи на інших змаганнях
| Змагання                                 | Збірна  | Вагова категорія          | Місце  |
| ---------------------------------------- | ------- | ------------------------- | ------ |
| Гран-прі Іспанії з боротьби 2014         | Іспанія | жіноча боротьба, до 53 кг | 13     |
| Гран-прі Німеччини з боротьби 2015       | Іспанія | жіноча боротьба, до 53 кг | 23     |
| Гран-прі Іспанії з боротьби 2015         | Іспанія | жіноча боротьба, до 53 кг | 23     |
| Henri Deglane Challenge 2015             | Іспанія | жіноча боротьба, до 53 кг | Бронза |
| Гран-прі Парижа з боротьби 2016          | Іспанія | жіноча боротьба, до 53 кг | 11     |
| Henri Deglane Challenge 2017             | Іспанія | жіноча боротьба, до 48 кг | Золото |
| Турнір Дана Колова — Николи Петрова 2018 | Іспанія | жіноча боротьба, до 50 кг | 10     |
| Турнір міста Сассарі з боротьби 2018     | Іспанія | жіноча боротьба, до 50 кг | Золото |
| Гран-прі Іспанії з боротьби 2018         | Іспанія | жіноча боротьба, до 50 кг | 20     |
| Гран-прі Німеччини з боротьби 2019       | Іспанія | жіноча боротьба, до 53 кг | 9      |
| Меморіал Маттео Пелліконе 2020           | Іспанія | жіноча боротьба, до 53 кг | 14     |
| Турнір Дана Колова — Николи Петрова 2022 | Іспанія | жіноча боротьба, до 53 кг | 18     |
| Турнір міста Сассарі з боротьби 2022     | Іспанія | жіноча боротьба, до 50 кг | Золото |
| Гран-прі Іспанії з боротьби 2022         | Іспанія | жіноча боротьба, до 50 кг | 10     |
| Гран-прі Франції Анрі Деглана 2022       | Іспанія | команда                   | Бронза |
| Гран-прі Франції Анрі Деглана 2023       | Іспанія | жіноча боротьба, до 50 кг | 9      |
| Турнір Дана Колова — Николи Петрова 2023 | Іспанія | жіноча боротьба, до 50 кг | 7      |

### Виступи на змаганнях молодших вікових груп
| Змагання                                       | Збірна  | Вагова категорія          | Місце |
| ---------------------------------------------- | ------- | ------------------------- | ----- |
| Чемпіонат Європи з боротьби серед кадетів 2011 | Іспанія | жіноча боротьба, до 60 кг | 18    |
| Чемпіонат Європи з боротьби серед молоді 2016  | Іспанія | жіноча боротьба, до 53 кг | 8     |
| Чемпіонат Європи з боротьби серед молоді 2017  | Іспанія | жіноча боротьба, до 48 кг | 11    |
| Чемпіонат світу з боротьби серед молоді 2018   | Іспанія | жіноча боротьба, до 50 кг | 17    |